# 미란다 (프로그래밍 언어)
미란다(Miranda)는 데이비드 터너가 그의 초기 프로그래밍 언어 SASL과 KRC의 후계자로서 설계한 느긋한 순수한 함수형 프로그래밍 언어이며, ML과 Hope로부터 몇몇 개념들을 가져왔다. 영국의 리서치 소프트웨어 Ltd.의 상품이자, ‘미란다’(Miranda)라는 상표의 그것은 상업적으로 지원된 최초의 함수형 언어였다.
대부분의 견본 문제의 해결은 APL과 다른 함수형 프로그래밍 언어들을 제외하고 대부분의 주류 프로그래밍 언어들보다 미란다로 더 간결하고 더 단순하게 할 수 있다. 또 미란다 사용자들은, 미란다는 이전에 사용한 필수적인 프로그래밍 언어들과 함께 하는 것보다 더 짧은 개발시간으로 더욱 확실한 프로그램들을 만들 수 있게 한다고 말한다.
1987년과 1989년에 다음의 출시와 함께, 유닉스 형태의 운영 체제를 위하여 C로 빠른 인터프리터로서, 최초로 1985년에 출시되었다. 최근의 하스켈 프로그래밍 언어는 미란다와 많은 부분에서 비슷하다.